# 羅心樸
羅心樸（1612年4月2日—？年），字抱靈，號夢章，四川順慶府營山縣人，明朝政治人物，習《易經》。

## 生平
崇禎九年丙子科四川鄉試中式舉人，崇禎十年丁丑科會試中式進士。十六年補湖广照磨，十七年升宁波府推官。继升宁绍兵备道。

## 家族
曾祖羅翔鳳〔教諭〕，祖羅璧〔庠生舉優行〕，父羅為縉〔候選訓導〕